# Zeitschrift des Verbandes Polnischer Germanisten
Zeitschrift des Verbandes Polnischer Germanisten – czasopismo naukowe (Czasopismo Stowarzyszenia Germanistów Polskich) powstało w roku 2012 a jego celem jest upowszechnianie dorobku oraz wyników badań prowadzonych przez polskie środowisko germanistyczne, a w szczególności członków Stowarzyszenia Germanistów Polskich, oraz wielu zagranicznych badaczy, którzy współpracują ze Stowarzyszeniem. Czasopismo publikuje recenzowane artykuły naukowe z zakresu wszystkich subdyscyplin germanistycznych. W czasopiśmie pojawiają się również recenzje publikacji naukowych.